# Michigan 500 1995
Michigan 500 1995 var ett race som var den trettonde deltävlingen i PPG IndyCar World Series 1995. Racet kördes den 30 juli på Michigan International Speedway i Brooklyn, Michigan. Scott Pruett tog sin första seger i CART, bara 0,056 sekunder före Al Unser Jr.

## Slutresultat
| Plats | Förare               | Team                     | Grid | Kvaltid |
| ----- | -------------------- | ------------------------ | ---- | ------- |
| 1     | Scott Pruett         | Patrick Racing           | 12   | 32,023  |
| 2     | Al Unser Jr.         | Marlboro Team Penske     | 13   | 32,100  |
| 3     | Adrián Fernández     | Galles Racing            | 11   | 31,918  |
| 4     | Teo Fabi             | Forsythe Racing          | 2    | 31,506  |
| 5     | Emerson Fittipaldi   | Marlboro Team Penske     | 17   | 32,198  |
| 6     | Stefan Johansson     | Bettenhausen Motorsports | 21   | 32,692  |
| 7     | Jimmy Vasser         | Chip Ganassi Racing      | 5    | 31,582  |
| 8     | Bobby Rahal          | Rahal-Hogan Racing       | 16   | 32,181  |
| 9     | Christian Fittipaldi | Walker Racing            | 25   | 32,050  |
| 10    | Jacques Villeneuve   | Forsythe Racing          | 4    | 31,546  |
| 11    | Maurício Gugelmin    | PacWest Racing           | 6    | 31,601  |
| 12    | Gil de Ferran        | Jim Hall Racing          | 15   | 32,173  |
| 13    | Alessandro Zampedri  | Payton/Coyne Racing      | 24   | 32,998  |
| 14    | Buddy Lazier         | Project Indy             | 20   | 32,611  |
| 15    | Bryan Herta          | Chip Ganassi Racing      | 7    | 31,767  |
| 16    | Danny Sullivan       | PacWest Racing           | 9    | 31,896  |
| 17    | Lyn St. James        | Dick Simon Racing        | 22   | 32,750  |
| 18    | Eliseo Salazar       | Dick Simon Racing        | 23   | 32,846  |
| 19    | Eddie Cheever        | A.J. Foyt Enterprises    | 18   | 32,208  |
| 20    | Hiro Matsushita      | Arciero-Wells Racing     | 26   | 32,990  |
| 21    | André Ribeiro        | Tasman Motorsports       | 10   | 31,898  |
| 22    | Parker Johnstone     | Comptech Racing          | 1    | 31,242  |
| 23    | Paul Tracy           | Newman/Haas Racing       | 8    | 31,782  |
| 24    | Raul Boesel          | Rahal-Hogan Racing       | 14   | 32,105  |
| 25    | Michael Andretti     | Newman/Haas Racing       | 3    | 31,522  |
| 26    | Carlos Guerrero      | Dick Simon Racing        | 19   | 32,218  |